# Víctor Isla Rojas
Víctor Isla Rojas (Santa Cruz, 7 de agosto de 1968) es un abogado y político y peruano. Fue presidente del Congreso de la República desde 2012 hasta el 2013 y congresista en 2 periodos.

## Biografía
Nació en el distrito de Santa Cruz en la provincia de Alto Amazonas, Loreto, el 7 de agosto de 1968. Es hijo de Víctor Isla del Águila y Elena Rojas.
Cursó sus estudios primarios y los secundarios en la ciudad de Yurimaguas. Entre 1986 y 1992, realizó estudios superiores de derecho en la Universidad Nacional Mayor de San Marcos en la ciudad de Lima.

## Vida política
Su primera participación política se dio en las elecciones municipales de 1998, cuando fue elegido como Regidor de la provincia de Alto Amazonas por el partido Somos Perú. 

### Vicepresidente Regional de Loreto (2003-2006)
Participó en las elecciones regionales del 2002 como candidato a la vicepresidencia del Gobierno Regional de Loreto en la fórmula electoral conformada por el ex-congresista Robinson Rivadeneyra Reátegui, quien logró ser elegido para el periodo 2003-2006.
Renunció a ese cargo para postular al Congreso.

### Congresista (2006-2016)
En las elecciones generales del 2006, fue elegido congresista de la República en representación de Loreto por Unión por el Perú, con 16,838 votos, para el periodo 2006-2011.
Como producto de las discrepancias programáticas al interior de dicho grupo, se afilió en el 2007 al Partido Nacionalista Peruano liderado por Ollanta Humala. 
Tras culminar su gestión, Isla volvió a postular al legislativo en las elecciones generales del 2011 por la alianza Gana Perú con la candidatura presidencial de Humala quien logró ser elegido presidente de la República y Isla logró ser reelegido con 18,131 votos para un segundo periodo parlamentario.

### Presidente del Congreso (2012-2013)
El 26 de julio del 2012, Isla fue anunciado por su bancada como candidato a la presidencia del Congreso quien competiría con la congresista fujimorista Luisa María Cuculiza de Fuerza 2011. Isla logró ganar la elección con 85 votos frente a los 42 votos de Cuculiza y su lista a la Mesa Directiva estuvo conformada por Marco Falconí de Perú Posible, Juan Carlos Eguren de Alianza por el Gran Cambio y José Luna Gálvez de Solidaridad Nacional.
Se desempeñó como presidente de la Comisión de transportes y de la Comisión de Inteligencia.
En 2016, renunció al Partido Nacionalista Peruano y se inscribió en Podemos Perú donde luego sería candidato al Gobierno Regional de Loreto en las elecciones regionales y municipales del 2018, sin embargo. no tuvo éxito.

## Controversias
Isla ha sido vinculado al gobierno del recordado expresidente Hugo Chávez, y al proyecto de las casas del Alba dentro del Perú. En ese sentido, incluso el socio político del Ollanta Humala, el expresidente Alejandro Toledo expresó sus dudas sobre su candidatura a la presidencia del parlamento.
También se le cuestionó sobre su contratación a Martín Reátegui, exintegrante del grupo terrorista Sendero Luminoso, como su asesor parlamentario en 2006.